# Новониколаевский сельский совет (Гуляйпольский район)
Новониколаевский сельский совет (укр. Новомиколаївська сільська рада) — входит в состав
Гуляйпольского района
Запорожской области
Украины.
Административный центр сельского совета находится в 
с. Новониколаевка
.

## История
- 1977 — дата образования.

## Населённые пункты совета
- с. Новониколаевка
- с. Нововасилевское
- с. Новогригоровка
- с. Новоивановка